# Stefan Mróz (fizyk)
Stefan Mróz (ur. 18 sierpnia 1938 roku w Rzeplinie, zm. 31 grudnia 2022) – polski fizyk, dr hab., dziekan Wydziału Fizyki i Astronomii Uniwersytetu Wrocławskiego.

## Życiorys
W 1960 ukończył studia fizyczne na Uniwersytecie Wrocławskim. Następnie rozpoczął pracę na macierzystej uczelni, w Instytucie Fizyki Doświadczalnej. W 1969 obronił pracę doktorską Badanie dyfrakcji powolnych elektronów na monokrysztale niklu napisaną pod kierunkiem Jana Nikliborca, w 1976 uzyskał stopień doktora habilitowanego na podstawie pracy Właściwości powierzchni monokryształu niklu. W 1986 nadano mu tytuł profesora w zakresie nauk fizycznych. W latach 1978–1987 był zastępcą dyrektora, w latach 1987-1991 dyrektorem Instytutu Fizyki Doświadczalnej, w latach 1996-2002 dziekanem Wydziału Fizyki i Astronomii Uniwersytetu UWr..
Zajmował się fizyką powierzchni ciała stałego.
Był członkiem Komitetu Fizyki Polskiej Akademii Nauk.